# The Electric Age
The Electric Age ist das 16. Studioalbum der US-amerikanischen Thrash-Metal-Band Overkill. Es erschien im März 2012 bei Nuclear Blast/E1 Music.

## Entstehung und Stil
Auch auf The Electric Age wurden die meisten Songs von Blitz Ellsworth und D. D. Verni geschrieben. Zusätzlich steuerte aber Gitarrist Dave Linsk viel zum Songmaterial bei. Elsworth sagte, Linsk habe vor „Ideen“ „gesprüht.“ Das Album wurde in den Gain Studios in New Jersey aufgenommen. Zu Come and Get It sagte Ellsworth, das Stück habe ein „Clint-Eastwood-Feeling“. Wish You Were Dead ist Ellsworth zufolge keine Referenz auf Pink Floyds Wish You Were Here, sondern von der amerikanischen Redewendung inspiriert. Save Yourself hatte den Arbeitstitel Rapid Fire und ist ein stilistischer Verweis auf Rob Halford. Old Wounds, New Scars bezog Ellsworth auf sein eigenes Gesicht, das aussehe „wie eine verdammte Landkarte“.

## Rezeption
Das Album wurde mit positiven Rezensionen bedacht. Die Webseite metalassault.com vergab zehn von zehn Punkten. Kai Butterweck von laut.de bezeichnete das Album als fesselnd und impulsiv, das Album stehe „in punkto Dynamik, Spielwitz und Energie“ dem Vorgängeralbum Ironbound in nichts nach.

## Titelliste
1. Come and Get It – 6:17
2. Electric Rattlesnake – 6:19
3. Wish You Were Dead – 4:19
4. Black Daze – 3:55
5. Save Yourself – 3:43
6. Drop the Hammer Down – 6:25
7. 21st Century Man – 4:12
8. Old Wounds, New Scars – 4:11
9. All Over But the Shouting – 5:30
10. Good Night – 5:36